# Bob Hartman
Bob Hartman (n. 26 de dezembro de 1949 em Byron, Ohio) é um guitarrista e compositor americano, conhecido pelo seu trabalho com a banda de rock cristão Petra, da qual é fundador.
Hartman é também formado em psicologia pela Bowling Green State University (Ohio).

## Vida pessoal
Hartman é casado com Kim Whisonant, com quem tem um filho (Jeff Hartman). Gosta de jogar tênis e é um programador de equipe autodidata. Grava e produz música em seu próprio estúdio em casa, o qual se chama "House of Bob" (Casa de Bob). É também fabricante das guitarras que são vendidas através de sua página na web.

## Discografia
- (1974) - Petra
- (1977) - Come and Join Us
- (1979) - Washes Whiter Than
- (1981) - Never Say Die
- (1982) - More Power to Ya
- (1983) - Not of this World
- (1984) - Beat the System
- (1985) - Captured in Time and Space (CD/DVD)
- (1986) - Back to the Street
- (1987) - This Means War!
- (1988) - On Fire!
- (1989) - Petra Praise: The Rock Cries Out
- (1990) - Beyond Belief
- (1991) - Unseen Power
- (1992) - Petra en Alabanza
- (1993) - Wake-Up Call
- (1995) - No Doubt (somente como produtor e compositor)
- (1997) - Petra Praise 2: We Need Jesus (somente como produtor e compositor)
- (1998) - God Fixation (somente como produtor e compositor)
- (2000) - Double Take (somente como produtor e compositor)
- (2001) - Revival
- (2003) - Jekyll and Hyde
- (2004) - Jekyll and Hyde en Español
- (2005) - Farewell
- (2010) - Back to the Rock
- (2011) - Back to the Rock Live (CD/DVD)
- (2013) - 40th Anniversary (Coletânea)

## Outros projetos
- (2007) - Vertical Expressions (II Guys from Petra)